# Nikki Carpenter
Nikki Carpenter est un personnage de fiction récurrent de la série télévisée MacGyver, interprété par Elyssa Davalos. D'un caractère opposé à celui de MacGyver, ceci n'empêchant pas de devenir de bons amis.
Son mari Adam Carpenter est tué dans l'explosion d'une voiture le 14 mars 1985, provoqué par une bombe qui lui était destinée. Son frère Danny Barrett est tué par les hommes d'un diplomate voleur de diamants (épisode 3x05 "Les diamants du Ganastan").

## Liste des épisodes
- 3.05 Les diamants du Ganastan (Fire and ice)
- 3.06 GX-1
- 3.08 Accident en haute montagne (The widowmaker)
- 3.10 Rencontre explosive (Blow out)
- 3.12 Retraite anticipée (Early retirement)
- 3.15 Le négociateur (The negociator)